# San Felipe (Venezuela)
San Felipe è una città del Venezuela sede del municipio omonimo e capitale dello Stato di Yaracuy. Si adagia nel Parco nazionale di Yurubi, nella Regione Centro Occidentale del Venezuela ed è lambita dal fiume Yurubi, al centro di verde e fertile vallata cosparsa di piantagioni di banane e cacao. Presenta un clima tropicale di tipo umido, con precipitazioni superiori ai 1.500 mm, e una temperatura media annua di circa 25 °C e 19°C.

## Storia
La città si sviluppò su un precedente stanziamento coloniale, Cerritos de Cocorote, che si trovava al centro di una ricca zona agricola. Nel 1729 venne promossa, dal re Filippo V di Spagna, al rango di città. Andò quasi completamente distrutta a seguito del terremoto del 1812. Ricostruita, divenne successivamente capitale dello stato di Yaracuy.

## Economia
Il settore primario (cacao e altre culture tropicali), che un tempo costituiva la massima risorsa della città, negli ultimi decenni è stato superato per importanza da quello dei servizi, legato in gran parte allo sviluppo della pubblica amministrazione. Relativamente modeste sono le industrie (alimentari e chimiche soprattutto) presenti in città e nel territorio.
In costante ascesa il turismo, favorito dalle bellezze naturali della regione, dalla presenza del vicino parco naturale Yurubí (Parque Nacional Yuruby) e dal carattere pacifico e ospitale della popolazione di San Felipe.

## Strutture pubbliche
San Felipe è sede di un'università (UNEY) e di vari collegi e istituti universitari, fra cui un reputatissimo Instituto Universitario de Tecnologia del Yaracuy (IUTY).
La città si è dotata nel 1982 di un teatro (Teatro Andrés Bello) e di un museo, dedicato all'artista e militare venezuelano Carmelo Fernández. Sempre negli anni ottanta è stata aperta al pubblico, in sostituzione della vecchia, la Biblioteca Félix Pifano, in cui sono raccolti oltre 50.000 volumi.